# Dias d'Ávila
Dias d'Ávila is een gemeente in de Braziliaanse deelstaat Bahia. De gemeente telt 57.708 inwoners (schatting 2009).

## Aangrenzende gemeenten
De gemeente grenst aan Camaçari, Candeias, Mata de São João, São Sebastião do Passé en Simões Filho.